# Parafia Niepokalanego Poczęcia Najświętszej Maryi Panny w Józefowie
Parafia Niepokalanego Poczęcia Najświętszej Maryi Panny w Józefowie – parafia rzymskokatolicka należąca do dekanatu Józefów diecezji zamojsko-lubaczowskiej. 

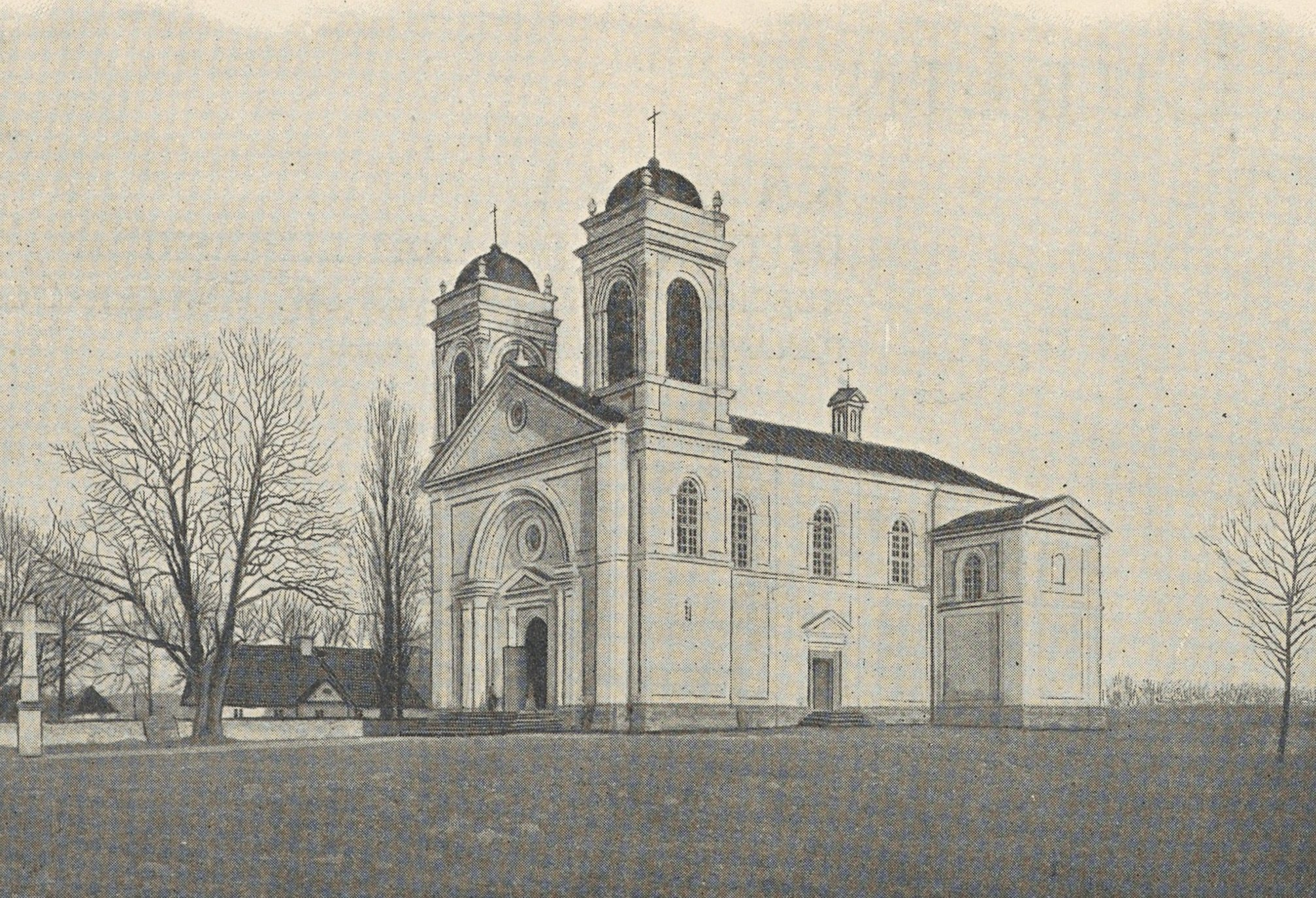
Widok kościoła przed 1908

Parafia została utworzona w 1717. Obecny kościół parafialny zbudowany w latach 1883–1886 z fundacji Józefa Zamoyskiego, konsekrowany dopiero 20 sierpnia 1951 przez biskupa Piotra Kałwę, odnawiany wewnątrz w roku 1906, w roku 1914 remont dachu (dalsze remonty dachu w latach 1924 i 1936).
Terytorium parafii obejmuje Józefów oraz Borowinę, Długi Kąt, Długi Kąt-Osadę, Tartak Długi Kąt, Górniki, Hamernię, Majdan Nepryski, Morgi, Potok-Senderki, Samsonówkę, Siedliska, Stanisławów i Szopowe.
Przy źródle Niepryszki zbudowano w XIX w. kaplicę Matki Boskiej Leżajskiej.